# سیرانا قوکاسیان
سیرانا یرمی قوکاسیان (ارمنی: Սիրանա Երեմի Ղուկասյան؛ انگلیسی: Sirana Ghukasyan؛ ۱۹۴۳ - ۶ نوامبر ۲۰۲۳) یک بازیگر تئاتر، بازیگر سینما و کارگردان نمایش اهل ارمنستان بود. وی بین سال‌های - تا - میلادی فعالیت می‌کرد.

## زندگی‌نامه
وی در ۱۹۴۳ در گیومری به دنیا آمد و از Երևանի պետական գեղարվեստաթատերական ինստիտուտ فارغ‌التحصیل شد. وی همچنین برندهٔ جوایزی همچون چهره هنری شایسته ارمنستان شوروی شده است. وی در در سن سالگی در درگذشت.